# Zlaté jablko
Zlaté jablko je motiv, který se objevuje v mytologiích z různých oblastí (např. v řecké mytologii, v severské mytologii, v keltské mytologii) a častokrát symbolizuje nesmrtelnost a plodnost.

## Řecká mytologie

### Atalanta
Atalanta byla krásnou a úspěšnou lovkyní. Její otec ji chtěl provdat, avšak Atalanta nechtěla, neboť se bála proroctví, které jí po svatbě slibovalo zkázu. Nakonec svolila pod podmínkou, že si vezme toho, kdo ji předběhne v závodě. Dala soupeřům na začátku závodu náskok. I přesto mnoho mužů zemřelo, protože v závodě nevyhráli. Až přišel Hippoménés (také známý jako  Melanion). Ten uprosil bohyni Afroditu, aby mu pomohla. Afrodita mu dala tři zlatá jablka, která měl během závodu postupně upouštět. Po každém upuštěném jablku Atalanta závod přerušila a jablko sebrala. Díky těmto rozptýlením a s nasazením všech sil Melanion nakonec závod vyhrál. Atalanta díky manželství s Melanionem poznala sex. Po poměru s Diem však byla Atalanta i Melanion proměněni ve lvy.

### Zahrada Hesperidek
Hesperidky byly podle některých pramenů dcerami Titána Atlase a měly střežit jabloně plodící zlatá jablka nesmrtelnosti. Jabloně byly darem bohyně-matky Gaiy bohyni Héře a nacházely se v Héřině zahradě na samém západě, kde slunce zapadalo. Protože Hesperidky jablka někdy ochutnávaly, umístila Héra do své zahrady ještě strážného draka Ladona. Jedenáctým z úkolů Héraklových bylo ze zahrady zlatá jablka ukrást. Héraklés se stohlavého draka nebál. Na své cestě za jablky však na Kavkaze potkal spoutaného Prométhea, pomohl mu osvobodit se a na oplátku se dozvěděl, že k přemožení draka mu pomůže Titán Atlas. Héraklés požádal Atlase, aby mu pro jablka došel, protože sám do země na samém západě, země nesmrtelných, nemohl. Mezitím mu podržel nebeskou klenbu, kterou musí Atlas po porážce Titánů držet na svých zádech. Když se Atlas s jablky vrátil, lstí ho Héraklés donutil na chvíli znovu podržet nebeskou klenbu a sám Atlasovi i s jablky utekl.
Říkalo se, že kdyby tato zlatá jablka Hesperidek okusil smrtelný člověk, stal by se nesmrtelným a věčně mladým. Měla by tedy stejný účinek jako ambrosie a nektar, pokrmy, které požívají samotní bohové.  

### Paridův soud
Bohyně sporů Eris nebyla pozvaná na hostinu pořádanou Diem, a tak ve zlosti vhodila mezi hosty zlaté jablko. Tři bohyně, Afrodita, Athéna a Héra, si nárokovaly titul plynoucí z dostání jablka – titul té nejkrásnější. Zeus nechtěl na hostině rozepře, tak bohyně poslal za Paridem, synem Priama. Všechny bohyně chtěly jablko dostat, tak všechny předstoupily před Parida nahé a nabízely mu dary. Héra mu nabízela korunu krále Evropy a Asie, Athéna mu nabízela moudrost a úspěch ve válečném umění, Afrodita mu nabízela nejkrásnější ženu na světě, Helenu. Paris se rozhodl dát jablko Afroditě, čímž dostal Helenu, manželku spartského krále Meneláa, a rozpoutal tím trojskou válku.

## Severská mytologie
V severské mytologii jsou zlatá jablka spojována s bohyní Idunn (či Idunou). Zlatá jablka udržovala bohy věčně mladé. O strom se staraly tři norny, které dovolovaly trhat zlatá jablka pouze bohyni Idunn. Jednou se obrům také zachtělo kouzelných jablek, čímž chtěli připravit bohy o jejich mladost a sílu.
V Eddě Snori Sturlussona, v části pojmenované Jazyk básnický, se ve druhé a třetí kapitole vypráví příběh o bohyni Idunn unesené obrem v podobě orla. Tři Ásové, Ódin, Loki a Höni, se vydali na cesty. Nedařilo se jim jednou upéct býka, tak přijali nabídku pomoci od orla. Ten však většinu masa snědl, což naštvalo Lokiho, který po něm hodil holí. Hůl uvízla orlovi v zádech a druhý konec zůstal Lokimu v ruce. Loki byl vlečen dál a dál a orel ho přes úpěnlivé prosení nechtěl pustit. Pustil ho až pod podmínkou, že mu přivede Idunn i s jejími jablky. Loki byl tak propuštěn a v určený čas vylákal Idunn z Ásgardu do lesa pod záminkou, že jí ukáže lepší jablka, než jsou ta její. V lese k nim přiletěl v podobě orla obr Tjazi a Idunn i s jejími jablky unesl. Ásové bez Idunniných jablk stárli. Když zjistili, že byla naposledy viděna s Lokim, pohrozili mu mučením a smrtí, čímž Loki slíbil, že Idunn získá zpět. Půjčil si od Freyji její sokolí roucho a dorazil k obrovi. Idunn byla doma sama. Loki ji proměnil v ořech a odlétl s ní. Když Tjazi doma Idunn nenašel, rozletěl se v orlí podobě za nimi. Když Ásové viděli sokola s ořechem a orla za nimi, nanosili před hradby Ásgardu hobliny. Když se sokol slétl na nádvoří, Ásové hobliny rychle zapálili. Orel nestačil včas zastavit, vzňalo se na něm peří a zemřel.

## Keltská mytologie
V keltské mytologii zlatá jablka symbolizovala nesmrtelnost či plodnost. Zároveň ve spojení se ženami ze zásvětí bylo zlaté nebo stříbrné jablko, jabloňová větev s květy nebo plody pozvánkou do světa „na druhé straně“.